# 天空吳哥航空
天空吳哥航空是一家位於柬埔寨暹粒的航空公司，主要飛航東南亞以及東北亞地區的區域航線。該航空公司主要由柬埔寨當地業者與來自南韓的投資者組成。
2014年12月，「天翼亞洲航空」（Sky Wings Asia Airlines）更名為「天空吳哥航空」（Sky Angkor Airlines）。

## 航點
根據2025年最新班表，天空吳哥航空的目的地包含以下：
| 國家   | 城市 | 機場             | 備註 |
| ------ | ---- | ---------------- | ---- |
| 柬埔寨 | 金邊 | 金邊國際機場     | 樞紐 |
|        | 首爾 | 仁川國際機場     |      |
| 泰國   | 曼谷 | 蘇凡納布國際機場 |      |
| 中国   | 長沙 | 長沙黃花國際機場 |      |
| 澳門   | 澳門 | 澳門國際機場     |      |

## 機隊

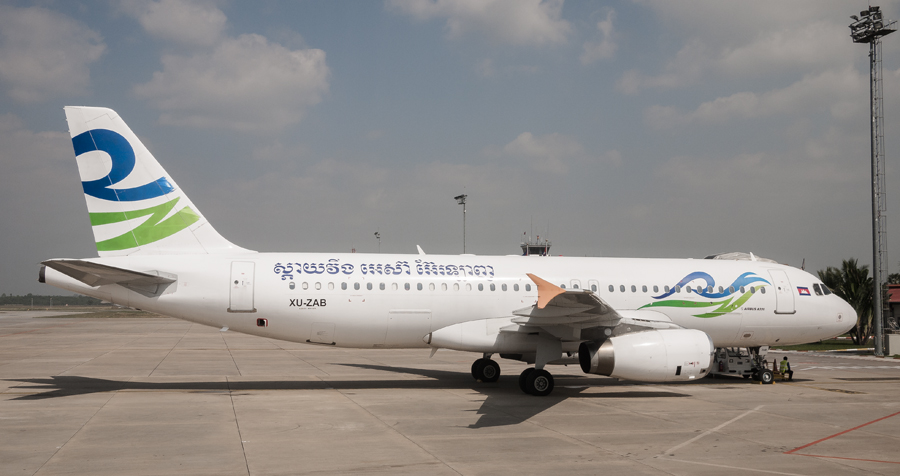
天空吳哥航空A320客機停靠於暹粒吳哥國際機場

截至2025年8月，天空吳哥航空機隊包含以下：